# Drymaeus henseli
Anthinus henselii е вид сухоземно коремоного от семейство Strophocheilidae. Видът е световно застрашен, със статут Уязвим.

## Разпространение
Видът е ендемичен за Бразилия. Среща се в Санта Катарина.